# Милка Петрова-Коралова
Милка Петрова-Коралова е българска писателка, издателка, редакторка и преводачка, получила известност през 30-те и началото на 40-те години на 20 век. Нейна емблематична книга е романът с автобиографична основа „Сама по света“.

## Биография
Ражда се на 8 септември 1906 г. в София. Баща ѝ е хирургът д-р Асен Маринчов Петров. Майка ѝ е учителката и общественичка Елена Григорова Радева-Петрова – учредителка и първа председателка на Дружеството на българките с висше образование. Милка е четвърто дете в семейството.
От най-ранна възраст Милка Петрова проявява интерес към литературата. Още в детството си чете книгите от бащината си библиотека и изучава чужди езици.
След като завършва средното си образование, през 1924 г. Милка заминава да учи във Франция, в Гренобъл. 19-годишна, далеч от дома си, губи майка си, баща ѝ умира по-рано, когато е 14-годишна. До завършване на пълнолетие (21 години), неин настойник става брат ѝ Марин, който учи в Монпелие, после в Париж, а сестра ѝ Мария – в École normale supérieure в Севър, където се записва да следва и Милка.
На 23 години тя завършва висшето си образование и става асистент и води упражненията по български език и литература в École nationale des langues orientales vivantes в Париж (висше училище за източни езици, учебни години 1929 – 1930 и 1930 – 1931), като взема дейно участие в научния кръг на бъдещия българист Роже Бернар. Студентските ѝ години са изпълнени с пътувания из цяла Европа. Обикаля Франция, Италия, Германия, Дания, Норвегия, Белгия, Полша, Чехословакия и Гърция. Стига до Африка – Сахара и Египет. Запознава се с исторически и културни паметници и изучава живота и нравите на местните хора. По-късно публикува във в. „Мир“ своите пътеписи и наблюдения за тези страни.
В периода 1931 – 1933 г. продължава своята преподавателска дейност и в България. След като се завръща се от Париж в София, Милка Петрова започва работа като учителка по френски език във Втора девическа гимназия в София. През лятото на 1933 г. сключва брак с писателя Емил Коралов. Кумува им Димитър (Миката) Шишманов, дипломат и писател. Същата година излиза нейната детска книжка „Малката героиня. Безстрашната борба на една малка испанка с американските разбойници“ [София, печ. „Доверие“].
През октомври 1933 г. заедно с Емил Коралов и с неговите братя Лъчезар и Веселин Станчеви основават седмичния детски вестник с библиотека „Весела дружина“. Редактиран съвместно с Асен Разцветников и Ценко Цветанов (Косе Босе) и илюстриран от Вадим Лазаркевич, Вера Лукова и Стоян Венев, „Весела дружина“ се превръща в най-продължително излизалия в България детски вестник (до 1947 г.). На 7 май 1934 г. Милка Петрова-Коралова е приета за член на Дружеството на детските писатели (Протокол № 1 от ІІІ общо годишно събрание на Дружеството на детските писатели, проведено в сградата на Върховния читалищен съюз). Публикува и книгите:
- „Из тайните на Париж. Живота на едно скитниче“[София, печ. „Доверие“];
- „Чудното пътешествие в Индия“;
- „Циркът Морено: Подвигът на Жан Каску“;
- „Пътешествието на две деца към екватора“ [София, печ. „Доверие“].

Милка и Емил Коралови, заедно със Светослав Минков и Георги Цанев започват да издават в. „Прожектор“ – седмичник за „литература, изкуство, театър, критика, кино, обществени въпроси“, наречен по-късно „ЛИК“.
През 1935 г. излизат от печат книгите:
- „Чудесната перла. Добрият и лошият приятел“;
- „Из Европа“, част първа от нейния роман за деца и юноши „Сама по света. Странстванията на едно момиче“, който придобива широка популярност.

Подготвя за печат и останали три части на романа-пътепис. През 1938 г. Милка Петрова издава книгите:
- „В Лондон“, част четвърта от „Сама по света“ [София, печ. „Доверие“];
- „Мраморната статуя на Света Богородица“, роман за деца и юноши, [София, печ. „Доверие“, Библиотека „Весела дружина“, г. І, кн. 4].

През 1939 г. в превод на Милка Петрова-Коралова излиза книгата на Ев. Кюри „Мадам Кюри. Романизована биография.“ През 1942 г. излиза книгата ѝ „Кой е виновният“ [София, печ. „Доверие“, Библиотека „Герои“, г. І, кн. 10] и издава в съавторство с Лъчезар Станчев „Учебник по френски език за ІІІ прогимназиален клас“ [София, печ. Т. Т. Драгиев]. През 1943 г. излизат от печат книгите:
- „Приключения из Африка“ [София, печ. „Братя Миладинови“];
- „Приключения в Египет“ [София, в. „Весела дружина“];
- „Безразсъдна постъпка“. Роман за деца и юноши [София, печ. „Братя Миладинови“];
- „Най-малкият брат“ [София, Литопечат] и [Библиотека „Герои“, г. І, кн. 27].

След изчерпването на първия тираж, излизат вторите издания на книгите:
- „Из Европа“, част първа на романа за деца и юноши „Сама по света. Странстванията на едно момиче“;
- „Мраморната статуя на Света Богородица“. Роман за деца и юноши [София, печ. „Братя Миладинови“];
- „Пътешествието на две деца към екватора“ [Библиотека „Герои“, г. ІІ, кн. 9];
- „Учебник по френски език за ІІІ прогимназиален клас“ [София, печ. Т. Т. Драгиев].

По време на бомбардировките над София през януари 1944 г., семейството е евакуирано в село Бутан, Врачанско, където се ражда най-малкият син на Милка и Емил Коралови – Любомир, а на 27 май, след тежко боледуване и операция, Милка Петрова-Коралова умира в болницата на Ботевград на 37-годишна възраст.